# 바이르 바됴노프
바이르 도르지예비치 바됴노프(러시아어: Баи́р Доржи́евич Бадёнов, 1976년 6월 28일~)는 러시아의 전직 양궁 선수로 주 종목은 리커브이다. 올림픽에 3회(1996, 2000, 2008) 출전했고 2008년 하계 올림픽 남자 개인전에서 동메달을 획득했다. 